# Az első áldozat
Az első áldozat (eredeti cím: First Kill) 2022-es amerikai természetfeletti drámasorozat, amelyet V. E. Schwab alkotott, a First Kill című regénye alapján. A főbb szerepekben Sarah Catherine Hook, Imani Lewis, Elizabeth Mitchel, Aubin Wise és Gracie Dzienny látható.
Amerikában és Magyarországon 2022. június 10-én mutatta be a Netflix.
2022 augusztusában egy évad után törölték a sorozatot.

## Cselekmény
A tizenhatodik születésnapját ünneplő tinédzser vámpírnak, Juliette Fairmontnak meg kell csinálnia az első gyilkosságát, hogy felnőtté válhasson, és elfoglalhassa helyét a Legacy vámpírok hatalmas családjában, amely Lilit közvetlen leszármazottai, aki úgy döntött, hogy az Édenkertben megharapja a kígyó. Juliette nehezen választ valakit, akiből táplálkozhat, és küzd a növekvő vérszomjjal, mivel úgy véli, hogy az emberek kiszívása helytelen. Ehelyett romantikusan az új lányt, Calliope Burnst veszi célba. Calliope-nak, aki az Őrzők Céhének szörnyvadász családjához tartozik, meg kell ölnie első szörnyét, hogy elnyerje családja jóváhagyását, és hivatalosan is Vadász lehessen. Ahogy a két család elkerülhetetlenül belekeveredik, és Juliette és Calliope kapcsolata fejlődik, a lányok rájönnek, hogy egymás megölése nem is olyan egyszerű.

## Szereplők

### Főszereplők
| Szereplők            | Színész              | Magyar hang     |
| -------------------- | -------------------- | --------------- |
| Juliette Fairmont    | Sarah Catherine Hook | Mayer Szonja    |
| Calliope "Cal" Burns | Imani Lewis          | Koller Virág    |
| Margot               | Elizabeth Mitchell   | Orosz Anna      |
| Talia                | Aubin Wise           | Kis-Kovács Luca |
| Elinor               | Gracie Dzienny       | Laudon Andrea   |
| Apollo               | Dominic Goodman      | Bergendi Áron   |
| Theo                 | Phillip Mullings Jr. | Gacsal Ádám     |
| Jack                 | Jason R. Moore       | Király Attila   |

### Mellékszereplők
| Szereplők     | Színész           | Magyar hang  |
| ------------- | ----------------- | ------------ |
| Sebastian     | Will Swenson      | Papp Dániel  |
| Ben Wheeler   | Jonas Dylan Allen | Bogdán Gergő |
| Davina Atwood | Polly Draper      | Kovács Nóra  |

### Magyar változat
- Magyar szöveg: Győri Gergely
- Hangmérnök: Hollósi Péter
- Vágó: Wünsch Attila
- Gyártásvezető: Gémesi Krisztina
- Szinkronrendező: Kemendi Balázs
- Produkciós vezető: Fekete Márk

A szinkront a Direct Dub Studios készítette.

## Epizódok
| Sor. | Év. | Cím                            | Rendező           | Író                                | Premier          |
| ---- | --- | ------------------------------ | ----------------- | ---------------------------------- | ---------------- |
| 1.   | 1.  | Első csók (First Kiss)         | Jet Wilkinson     | Victoria Schwab                    | 2022. június 10. |
| 2.   | 2.  | Első vér (First Blood)         | Jet Wilkinson     | Victoria Schwab és Mark Hudis      | 2022. június 10. |
| 3.   | 3.  | Első bunyó (First Fight)       | Eriq La Salle     | Bryce Ahart és Stephanie McFarlane | 2022. június 10. |
| 4.   | 4.  | Első randi (First Date)        | Eriq La Salle     | Joy Blake és Italome Ohikhuare     | 2022. június 10. |
| 5.   | 5.  | Első szerelem (First Love)     | Amanda Tapping    | Miguel Nolla                       | 2022. június 10. |
| 6.   | 6.  | Első szakítás (First Severing) | Amanda Tapping    | Mark Hudis                         | 2022. június 10. |
| 7.   | 7.  | Első viszlát (First Goodbye)   | John T. Kretchmer | Joy Blake                          | 2022. június 10. |
| 8.   | 8.  | Első árulás (First Betrayal)   | Salim Akil        | Felicia D. Henderson               | 2022. június 10. |

## A sorozat készítése
2020. október 15-én a Netflix sorozatmegrendelést adott a produkciónak, amely nyolc egyórás epizódból áll. A sorozatot Victoria Schwab készítette, aki Felicia D. Henderson, Emma Roberts és Karah Preiss mellett vezető producerként is tevékenykedett. A sorozat Schwab azonos című regényén alapul. Schwab és Henderson közösen írták az epizódokat. Ez az első produkció Roberts és Preiss Belletrist Productions nevű cégétől. 2021. április 21-én jelentették be, hogy Jet Wilkinson fogja rendezni a sorozat első két epizódját.
A forgatás 2021 végén kezdődött Savannahban.